# Raymond Janot
Pour les articles homonymes, voir Janot.
Raymond Janot, né le 9 mars 1917 à Paris et mort le 25 novembre 2000 dans la même ville,, est un homme politique français.

## Biographie
Il se marie le 11 avril 1940 avec Catherine de Brunel de Serbonnes (1917-2009) ; le lycée général et technologique de Sens, porte depuis l'an 2000 le nom de Lycée Catherine et Raymond Janot.
Catherine, une des rares à avoir entendu l'appel du 18 Juin, prend très tôt une part active à la Résistance, cachant dans son appartement parisien des aviateurs anglais, et participant à l'évasion de son mari prisonnier de guerre en Prusse orientale. Grâce à l'aide matérielle organisée par sa jeune épouse, Raymond Janot parvient en utilisant une filière d'évasion, à traverser toute l'Allemagne et rejoindre Paris en août 1943. En avril 1944, les deux époux gagnent l'Algérie en passant pas l'Espagne et s'engagent tous les deux dans l'armée française. Raymond sera blessé devant Belfort ; l'ambulancière Catherine sera démobilisée en janvier 1946.
Raymond Janot a contribué à la rédaction de la Constitution de la Ve République, comme conseiller des affaires constitutionnelles auprès du Président du Conseil Charles de Gaulle. Entre 1959 et 1960, il occupe le poste de secrétaire général de la Communauté française. Du 21 mars 1960 au 24 février 1962, il est directeur général de la Radiodiffusion-télévision française (RTF) et introduit au cours de son mandat (mars 1961) le célèbre « carré blanc » (devenu rectangle en 1964) destiné à attirer l’attention des parents sur le caractère possiblement dérangeant de certains films diffusés.
Le 10 avril 1989, Raymond Janot est élu président du conseil régional de Bourgogne et succède à Marcel Lucotte qui doit démissionner à cause du cumul des mandats.

## Détail des fonctions et des mandats
- 1947-1971 : Maire de Serbonnes, (réélu en 1953, 1959 et 1965 )
- 1971-1977 : Conseiller municipal de Sens
- 1977-1989 : Conseiller municipal de Serbonnes (réélu en 1983)
- 1959-1992 : Conseiller général du canton de Sergines (réélu en 1961, 1967, 1973, 1979 et 1985)
- 1985-1986 : Vice-président du Conseil régional de Bourgogne
- 1986-1989 : Vice-président du Conseil régional de Bourgogne
- 10 avril 1989 - 26 mars 1992 : Président du Conseil régional de Bourgogne

Autre fonction
- 21 mars 1960 - 24 février 1962 : Directeur général de la Radiodiffusion-télévision française